# E.T. L'incredibile storia di Elio Trenta
E.T. L'incredibile storia di Elio Trenta è un monologo teatrale scritto da Gianmario Pagano su idea di Luigi Diberti. 

## Trama
Nel monologo, è Elio stesso a raccontare la sua storia mescolando fatti reali con elementi di fantasia. 
Elio descrive Città della Pieve, città che ama,  dove vive in famiglia aiutando il padre nella sua officina, racconta la sua passione per il lavoro e il fascino che esercitano su di lui i meccanismi, gli ingranaggi e le auto che all'epoca erano rare. Il padre gratifica il figlio elogiandolo per il suo lavoro ma non cessa di stimolarlo e così, passo passo, Elio diventa un bravo meccanico ed un esperto di auto.
È un incidente in auto mentre sta dando lezioni di guida a una ricca signora, che fa scattare nella mente di Elio l'idea della necessità di realizzare il cambio automatico. Piano piano il progetto prende forma e il giovane riesce a realizzare e a brevettare la sua idea. 
Arriva, quindi, il momento di vendere la propria invenzione ed Elio racconta l'incontro deludente con Agnelli che non ritiene interessante il progetto per le auto prodotte dalla FIAT poiché l'azienda ha altre priorità. Nonostante la delusione, Elio non si perde d'animo e si rimette al lavoro per migliorare la sua invenzione, facendo tesoro anche delle osservazioni degli ingegneri della FIAT. Tuttavia in questo periodo si manifesta la tubercolosi, già in fase avanzata, che presto lo porterà alla morte.
Nel finale Elio esprime la consapevolezza che di lui si perderà memoria anche se le auto con il cambio automatico avranno negli U.S.A. un enorme successo.

## Origini
Elio Trenta, vissuto a Città della Pieve nei primi anni del Novecento, fu  uno degli inventori del cambio automatico ma la morte precoce, sopraggiunta quando aveva solo ventun'anni, impedì che la sua invenzione trovasse spazio nel mercato automobilistico.  
Non si hanno molte notizie della vita di Trenta se non quelle che provengono da documenti e testimonianze dei suoi familiari tuttora viventi , da ricordi conservati nella memoria dei cittadini più anziani di Città della Pieve, ed è per questo che venne dimenticato così come venne dimenticata la sua invenzione.
L'opera, in cartellone al Todi Festival 2021 in prima nazionale, è stata realizzata col Patrocinio del Comune di Città della Pieve ed è stata interpretata da Luigi Diberti con la regia di Francesco Frangipane e musiche di Raffaele Toninelli. 

## Stampa
E.T. L'incredibile storia di Elio Trenta, prefazione di Marco Tullio Giordana e una nota di Piercarlo Concone - Graphe.it edizioni, Perugia 2022 ISBN 9788893721622.

## Analisi critica
- "In una situazione che richiama alla memoria I dialoghi con Leucò di Cesare Pavese o Le operette morali di Leopardi, l’anima di Trenta dal paradiso ridiscende in terra e si manifesta agli spettatori. Vuole loro raccontare la sua storia. L’oblio al quale è stata ingiustamente forzata non le piace e vuole rendere giustizia a se stessa e al suo lavoro. E.T._L’incredibile storia di Elio Trenta ha un ritmo drammaturgico straordinariamente serrato, ironico, dinamico, lieve (nel senso migliore con cui Calvino intendeva questa parola ormai abusata e quasi sempre a sproposito)" (Pierluigi Pietricola in  TODI FESTIVAL, Stagione 2021 - "E.T._L’incredibile storia di Elio Trenta", regia Francesco Frangipane di Pierluigi Pietricola, su sipario.it.;

- Lo spettacolo di DIberti e Pagano non solo risarcisce della colpevole oscurità che ha avvolto questo genio ma, raccontando le sue peripezie, riesce a restituircene l'inventiva e l'allegra energia, profusa per pura joie de vivre e non per specularci sopra, quasi inconsapevole del proprio talento. Come gli artisti, anche agli scienziati tocca combattere l'ottusità e la burocrazia, spesso la fortuna bacia gli opportunisti, non gli audaci. Nulla di nuovo sotto il sole". (Marco Tullio Giordana in prefazione all'edizione della sceneggiatura, pagg. 6-7)